# Legat (priimek)
Legat je priimek več znanih oseb:

## Znani slovenski nosilci priimka
- Andraž Legat, fizik in gradbenik (ZAG), dr.
- Anton Rudolf Legat (1887—1978), stenograf, šolnik (Maribor)
- Dunja Legat, bibliotekarka, informatičarka, bibliografinja?, direktorica UKM
- Franc Ksaver Legat (1839—?), zdravnik, zgodovinar
- Franc Legat (1932—2020), metalurg, kulturni zgodovinar-domoznanec, publicist
- Iztok Legat, gostinec, kulinarik (častni član svetovne kuharske zveze WACS)
- Janko Legat (1935—2018), strojnik
- Marija (Jeja) Jamar Legat (1914—2003), jezikoslovka, literarna zgodovinarka, prevajalka, urednica
- Jernej Legat (1807—1875), tržaško-koprski škof
- Jurij Legat (*1925), nogometaš
- Kamilo Legat (1935—1995), slikar, grafik
- Karel Legat (1813—?), šolnik (profesor in gimnazijski direktor)
- Leopold Legat (1925—1945), pesnik
- Tonček (Anton) Legat (1897—1986), humorist na Gorenjskem pred 2. sv. vojno
- Vekoslav (Alojz) Legat (1852—1908), narodni delavec, politični agitator
- Žan Legat (*1982), harmonikar (akordeonist)

## Znani tuji nosilci priimka
- Arthur Legat (1898—1960), belgijski dirkač Formule 1
- Nikolaj Gustavovič Legat (1869—1937), ruski plesalec in koreograf